# David Cox (estadístico)
David Roxbee Cox (Birmingham, 15 de julio de 1924-18 de enero de 2022) fue un estadístico inglés. Entre sus numerosos cargos, ha ostentado cátedras en Birkbeck College (1961-1965) y Imperial College (1966-1988) y ha sido presidente del International Statistical Institute (1995-1997).
En 2016 fue galardonado con el Premio Fronteras del Conocimiento, en la categoría de Ciencias Básicas, otorgado por la Fundación BBVA.

## Biografía
Cox nació en Birmingham el 15 de julio de 1924. Su padre era troquelista y copropietario de una joyería, y vivían cerca del Jewellery Quarter. El ingeniero aeronáutico Harold Roxbee Cox era primo lejano. Estudió en la Handsworth Grammar School de Birmingham. Obtuvo un máster en matemáticas en el St John's College de Cambridge y se doctoró en la Universidad de Leeds en 1949, asesorado por Henry Daniels y Bernard Welch. Su tesis se tituló Teoría del movimiento de las fibras.
En 1947, Cox se casó con Joyce Drummond, teniendo un total de 4 hijos. El 18 de enero del 2022, Cox falleció a la edad de 97 años.

## Trayectoria
Cox trabajó de 1944 a 1946 en el Royal Aircraft Establishment, de 1946 a 1950 en la Wool Industries Research Association de Leeds, y de 1950 a 1955 trabajó en el Statistical Laboratory de la Universidad de Cambridge. De 1956 a 1966 fue lector y luego catedrático de Estadística en el Birkbeck College de Londres. En 1966 ocupó la cátedra de Estadística en el Imperial College de Londres, donde más tarde se convirtió en Jefe del Departamento de Matemáticas. En 1988 fue nombrado Director del Nuffield College y miembro del Departamento de Estadística de la Universidad de Oxford. Se retiró formalmente de estos cargos en 1994, pero siguió trabajando en Oxford.
Cox supervisó, colaboró y animó a muchos investigadores destacados en estadística. Colaboró con George Box en un estudio de transformaciones como la transformación Box-Cox y estaban especialmente encantados de que se les acreditara como Box y Cox. Fue asesor doctoral de David Hinkley, Peter McCullagh, Basilio de Bragança Pereira, Wally Smith, Gauss Moutinho Cordeiro, Valerie Isham, Henry Wynn, Claudio Di Veroli y Jane Hutton. Fue presidente de la Bernoulli Society de 1979 a 1981, de la Royal Statistical Society de 1980 a 1982 y del Instituto Internacional de Estadística de 1995 a 1997. Fue miembro honorario del Nuffield College y del St John's College de Cambridge, así como del Departamento de Estadística de la Universidad de Oxford.

## Contribuciones
Se lo conoce principalmente por la llamada regresión de Cox, fundamental en el campo del análisis de la supervivencia.
Entre 1966 y 1991 fue el editor de Biometrika.

## Premios y reconocimientos
Cox recibió numerosos premios y distinciones por su trabajo. Recibió las medallas Guy de Plata (1961) y Oro (1973) de la Royal Statistical Society. Fue elegido miembro de la Royal Society de Londres en 1973. Al año siguiente, fue elegido miembro de la Academia Americana de las Artes y las Ciencias. En 1985, fue nombrado caballero por la reina Isabel II. En 1990, fue elegido miembro de la Sociedad Filosófica Americana. En 1997, Cox fue nombrado miembro honorario de la Academia Británica y de la Asociación Americana de Estadística.  Era miembro asociado extranjero de la Academia Nacional de Ciencias de EE. UU. y miembro extranjero de la Real Academia Danesa de Ciencias y Letras. En 1990, ganó el Premio Kettering y la Medalla de Oro a la Investigación sobre el Cáncer por "el desarrollo del modelo de regresión proporcional al riesgo". En 2010 recibió la Medalla Copley de la Royal Society "por sus contribuciones fundamentales a la teoría y las aplicaciones de la estadística", el mismo año en que fue elegido miembro extranjero de la Royal Society de Canadá. También fue el primer galardonado con el Premio Internacional de Estadística. En 2013, Cox fue elegido miembro honorario de la Real Sociedad de Edimburgo. En 2016, ganó el Premio Fundación BBVA Fronteras del Conocimiento en la categoría de Ciencias Básicas, junto con Bradley Efron, por el desarrollo de métodos estadísticos "pioneros y enormemente influyentes" que han demostrado ser indispensables para la obtención de datos estadísticos.

## Algunas publicaciones
David Cox ha escrito más de 300 artículos y libros. Algunas de sus publicaciones más importantes son:
- Planning of experiments (1958)
- Queues (Methuen, 1961), con Walter L. Smith
- The theory of stochastic processes (1965), con Hilton David Miller
- Analysis of binary data (1969), con Joyce E. Snell
- Theoretical statistics (1974), con D. V. Hinkley
- Point processes (Chapman & Hall/CRC, 1980), con Valerie Isham
- Applied statistics, principles and examples (Chapman & Hall/CRC, 1981), con Joyce E. Snell
- Analysis of survival data (Chapman & Hall/CRC, 1984), con David Oakes
- Asymptotic techniques for use in statistics. (1989), con Ole E. Barndorff-Nielsen
- The collected works of John Tukey (Chapman & Hall/CRC, 1992). Editor.
- Inference and asymptotics (Chapman & Hall/CRC, 1994), con Ole E. Barndorff-Nielsen
- Multivariate dependencies, models, analysis and interpretation (Chapman & Hall, 1995), con Nanny Wermuth
- Time series models in econometrics, finance and others (Chapman & Hall/CRC, 1996), con D. V. Hinkley y Ole E. Barndorff-Nielsen (editors)
- The theory of design of experiments. (Chapman & Hall/CRC, 2000) con Nancy M. Reid
- Complex stochastic systems (Chapman & Hall/CRC, 2000), con Ole E. Barndorff-Nielsen and Claudia Klüppelberg
- D. M. Titterington y D. R. Cox, ed. (2001). Biometrika: One Hundred Years. Oxford University Press. ISBN 0-19-850993-6.
- Components of variance (Chapman & Hall/CRC, 2003), con P. J. Solomon
- Principles of Statistical Inference (Cambridge University Press, 2006). ISBN 978-0-521-68567-2
- Selected Statistical Papers of Sir David Cox 2 Volume Set Archivado el 14 de enero de 2006 en Wayback Machine.
- Celebrating Statistics: Papers in honour of Sir David Cox on his 80th birthday